# Eddie Bond
Eddie Bond (Memphis, Tennessee, 1 de julio de 1933 - Bolivar, Tennessee, 20 de marzo de 2013) fue un cantante de rockabilly y guitarrista estadounidense.
A mediados de la década de 1950, Bond grabó para el sello Mercury y realizó giras con Elvis Presley, Carl Perkins, Jerry Lee Lewis, Johnny Cash, Roy Orbison, Warren Smith y otros. Él es más famoso por haber rechazado al entonces Elvis Presley, de 18 años de edad, que fue a audicionar para la banda de Bond. Fue poco después de que Presley grabó su primer sencillo en Sun Records.
La contribución de Bond al género ha sido reconocida por el Salón de la Fama del Rockabilly.
Él murió de la enfermedad de Alzheimer en 2013.